# Aéroport de Kulob
L'aéroport de Kulob (code IATA : TJU • code OACI : UTDK) est un aéroport desservant la ville de Kulob et sa région, au Tadjikistan.

## Situation
| Douchanbé Bokhtar Kulob Khodjent Khorog |

## Compagnies et destinations
| Compagnies            | Destinations                                                           |
| --------------------- | ---------------------------------------------------------------------- |
| Asian Express Airline | Kaluga (Grabtsevo) (en)                                                |
| Ural Airlines         | Moscou-Domodédovo, Saint-Pétersbourg-Poulkovo, Iékaterinbourg-Koltsovo |

Édité le 16/03/2017